# Municipio de Sheridan (condado de Carroll)
El municipio de Sheridan (en inglés: Sheridan Township) es un municipio ubicado en el condado de Carroll en el estado estadounidense de Iowa. En el año 2010 tenía una población de 427 habitantes y una densidad poblacional de 4,73 personas por km².

## Geografía
El municipio de Sheridan se encuentra ubicado en las coordenadas 42°9′34″N 94°47′37″O / 42.15944, -94.79361. Según la Oficina del Censo de los Estados Unidos, el municipio tiene una superficie total de 90.22 km², de la cual 90,21 km² corresponden a tierra firme y (0,01 %) 0,01 km² es agua.

## Demografía
Según el censo de 2010, había 427 personas residiendo en el municipio de Sheridan. La densidad de población era de 4,73 hab./km². De los 427 habitantes, el municipio de Sheridan estaba compuesto por el 99,06 % blancos, el 0,23 % eran amerindios, el 0,7 % eran asiáticos. Del total de la población el 0,47 % eran hispanos o latinos de cualquier raza.